# P. Lion
P. Lion, nome artístico de Pietro Paolo Pelandi (29 de julho de 1959), é um músico, cantor e produtor musical italiano.
P. Lion foi cantor do estilo italo-disco que foi popular nos anos 80. Suas canções mais conhecidas foram "Dream" e "Happy Children".
Em 2005 fundou junto com Davide Sapienza e Tullio Lanfranchi a marca discográfica Faier Entertainment.

## Discografia
Álbuns:
- Springtime (Carrère Records, 1984)
- A Step In The Right Way (FMA Records, 1995)

Singles:
- "Happy Children" (Carrère Records, 1984)
- "Dream" (Carrère Records, 1984)
- "Reggae radio" (Carrère Records, 1984)
- "Burn In His Hand" (P.Lion Production, 1991)